# Rapala melida
Rapala melida är en fjärilsart som beskrevs av Hans Fruhstorfer 1912. Rapala melida ingår i släktet Rapala och familjen juvelvingar. Inga underarter finns listade.

## Bildgalleri

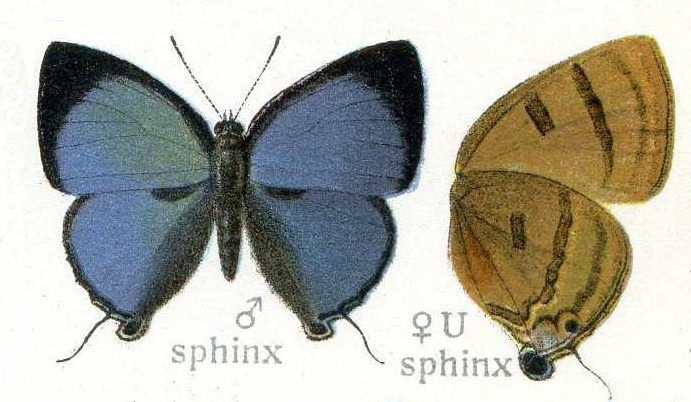